# Martin Luley
Martin Luley (* 25. November 1925 in Wattenheim, jetzt Biblis; † 27. November 2006) war ein römisch-katholischer Geistlicher. Er war Generalvikar im Bistum Mainz und Apostolischer Protonotar.

## Leben
Martin Luley besuchte das Gymnasium in Worms und wurde 1943 zur Wehrmacht eingezogen. 1945, gegen Ende des Zweiten Weltkrieges, kam er in sowjetische Kriegsgefangenschaft und musste als Zwangsarbeiter in den Bergwerken im Kohlebecken an Don und Donez arbeiten.
Nach seiner Heimkehr machte er 1947 sein Abitur, trat in das Mainzer Priesterseminar ein und studierte Katholische Theologie. 1953 empfing er die Priesterweihe durch Bischof Albert Stohr. Er war anschließend als Kaplan in Gau-Algesheim, Mühlheim-Dietesheim, Langen und Heppenheim tätig. Von 1959 bis 1964 war er Diözesanjugendseelsorger des Bistums Mainz und von 1964 bis 1973 Pfarrer in der Pfarrei Sankt Thomas Morus in Gießen, ab 1970 Dekan im Dekanat Gießen. 
Er war von 1973 bis 1996 Generalvikar des Bistums Mainz, fast zehn Jahre für Hermann Kardinal Volk und 13 Jahre für Bischof Karl Lehmann. 1977 wurde er Domkapitular und war 22 Jahre lang aktives Mitglied des Mainzer Domkapitels. 1981 wurde er zum päpstlichen Ehrenprälat und 1996 zum Apostolischen Protonotar ernannt. Er war dienstältester Generalvikar in Deutschland. 
Von 1996 bis 2001 war er als Bischofsvikar für die weltkirchlichen Aufgaben des Bistums zuständig, wie etwa als Beauftragter der Diözese für das Bonifatiuswerk und für Renovabis.

## Ehrungen
Wegen seines großen Engagements in der kirchlichen Rumänienhilfe wurde Martin Luley 2001 mit der Ehrendoktorwürde der Griechisch-Katholischen Fakultät der  Babeș-Bolyai-Universität Cluj (Universität Klausenburg), die automatisch mit dem Titel eines außerordentlichen Professors verbunden ist, geehrt. Darüber hinaus wurde er Ehrendomkapitular der Domkapitel in Kattowitz, Łomża und Tarnów in Polen, Alba Iulia und Maramuresch in Rumänien und Varaždin in Kroatien.
2005 wurde er für die Gründung und die Förderung sozial-karitativer Initiativen und Einrichtungen in der rumänischen Industriestadt Brașov (Kronstadt) mit der Ehrenbürgerwürde der Stadt ausgezeichnet.
Luley war auch Träger des Bundesverdienstkreuzes Erster Klasse der Bundesrepublik Deutschland.
Er war seit 1952 Mitglied der katholischen Studentenverbindung VKDSt Hasso-Rhenania Mainz im CV.